# Lamborghini 350 GTV
La 350 GTV (3,5 L di cilindrata e Gran Turismo Veloce) fu la prima autovettura realizzata dalla neonata Automobili Lamborghini. Il modello venne presentato nel 1963 al Salone dell'automobile di Torino come prototipo, al prezzo di 5.800.000 lire, rimase esemplare unico e invenduto.

## Il contesto

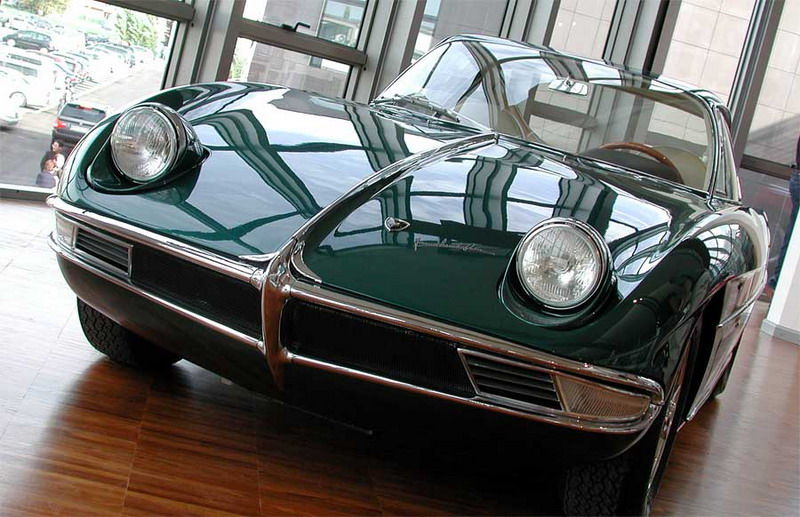
I fanali a scomparsa

Il progetto per la sua realizzazione prende inizio nel 1962. Ferruccio Lamborghini intendeva presentarla al Salone di Torino dell'ottobre 1963, era quindi necessario iniziare al più presto i lavori di progettazione e costruzione, tant'è che senza aspettare che la costruzione del nuovo stabilimento a Sant'Agata Bolognese terminasse convocò il designer Franco Scaglione che, con il suo assistito Giorgio Prevedi, si mise subito all'opera per la realizzazione del progetto della 350 GTV.
Basandosi su un disegno concepito da Scaglione viene progettata la carrozzeria, senza badare alle finiture e alla qualità dell'assemblaggio. L'anteriore avveniristico è caratterizzato da due fari a scomparsa, una grossa nervatura divide in due il cofano, è presente un'apertura a sviluppo orizzontale per l'aria, il simbolo della casa, già adottato dai trattori Lamborghini, è posto nella parte destra del cofano, appaiato alla firma di Ferruccio. Il posteriore è invece squadrato, in netto contrasto con la parte anteriore.

## Il motore

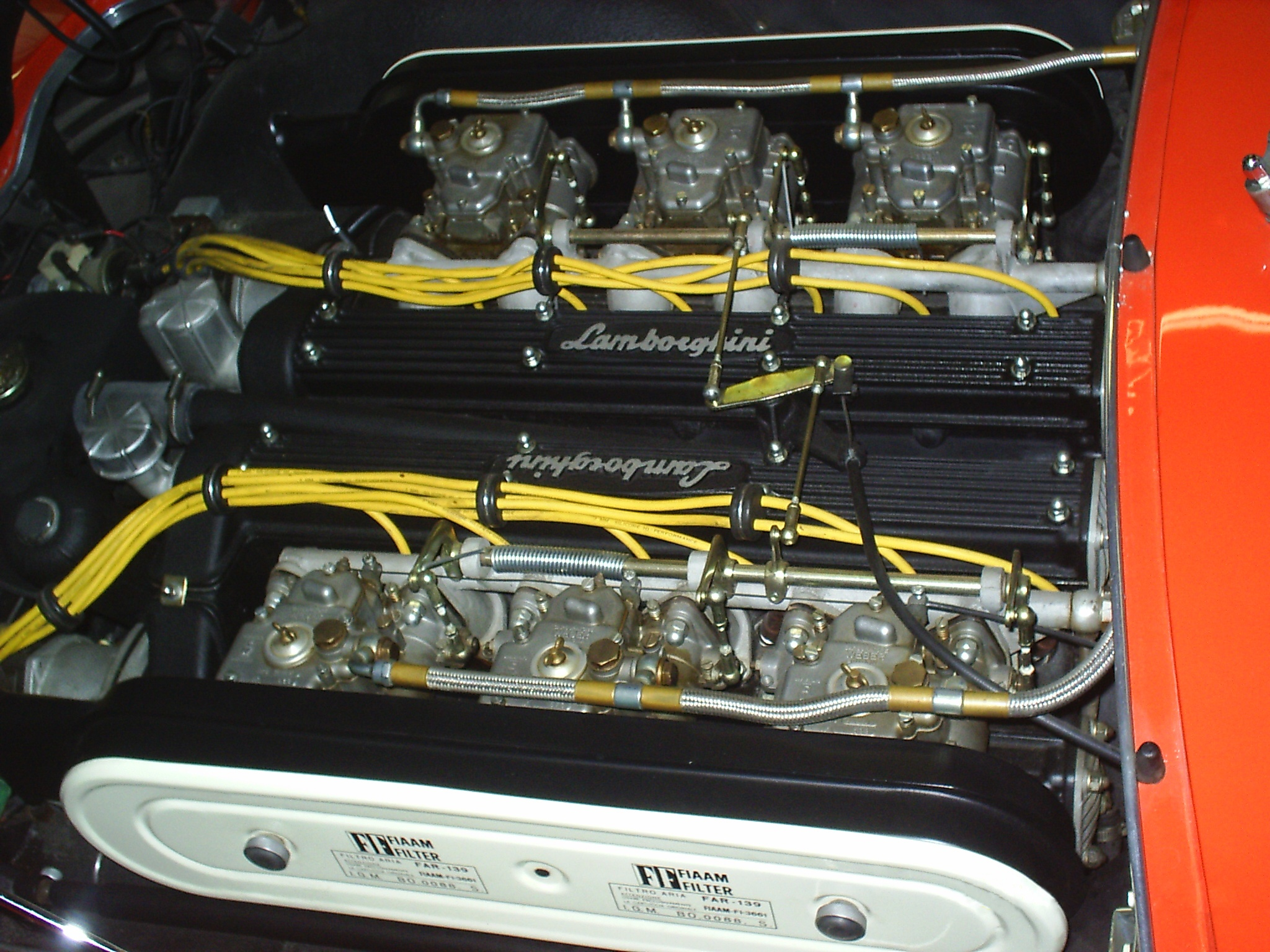
Il motore

Su richiesta di Ferruccio, il motore era un V12 anteriore longitudinale, a doppio albero a camme in testa, 6 carburatori Weber 40DCOE, 24 valvole (2 per cilindro), di alesaggio 77,0 mm, corsa da 62,0 mm e lubrificazione a carter secco. Il motore nella versione originale, progettato dall'ex ferrarista toscano Giotto Bizzarrini, ha una cilindrata di 3497 cm³ e riesce a erogare la potenza di 360 cavalli a 8000 giri al minuto e una coppia di 326 N m a 6000 giri al minuto e si stima potesse spingere la 350 GTV a raggiungere una velocità massima di 280 km/h.

## La trasmissione e la lite con Enzo Ferrari
La vettura a trazione posteriore ha una frizione monodisco a secco e un cambio a 5 rapporti. Notevolmente meno vibrante e rumoroso era il differenziale rispetto alle vetture Ferrari della stessa epoca: era infatti questo il problema riscontrato da Ferruccio nella Ferrari 250 che quotidianamente da buon imprenditore guidava, e che, portato al cospetto di Enzo Ferrari dallo stesso Ferruccio, aveva causato una lite tra i due e la decisione di quest'ultimo, secondo la leggenda, di creare da sé la sua supersportiva.